# Anto Grgić
Anto Grgić (Schlieren, 28 november 1996) is een Zwitsers voetballer die bij voorkeur als centrale middenvelder speelt. Hij tekende in 2016 bij VfB Stuttgart.

## Clubcarrière
Grgić speelde in de jeugd bij Grasshopper en FC Zürich. Op 2 augustus 2015 debuteerde hij in de Zwitserse Super League tegen zijn ex-club Grasshopper. Zijn eerste competitiedoelpunt volgde op 22 november 2015 tegen FC Lugano. Op 14 februari 2016 was de middenvelder opnieuw trefzeker tegen FC Luzern. In het seizoen 2015/16 maakte hij vier doelpunten in dertig competitieduels. In juli 2016 werd Grgić voor twee miljoen euro verkocht aan VfB Stuttgart, dat hem een vierjarige verbintenis voorlegde.

## Interlandcarrière
Grgić kwam reeds uit voor diverse Zwitserse nationale jeugdelftallen. Hij mag ook voor Kroatië uitkomen.